# Vardon Trophy
De Vardon Trophy is een prijs, die sinds 1937 jaarlijks door de Amerikaanse PGA wordt uitgereikt aan spelers van de Amerikaanse PGA Tour. De trofee is vernoemd naar de Britse speler Harry Vardon, die begin 1937 was overleden. In Europa werd de Harry Vardon Trophy ingesteld.
Voor de Tweede Wereldoorlog wordt de winnaar van de Vardon Trophy bepaald aan de hand van een puntensysteem, vanaf 1947 ging de trofee naar de speler met de laagste gemiddelde score, en vanaf 1988 naar de speler met de laagste (bijgestelde) score over een minimum van 60 rondes, zonder dat de speler zich uit een toernooi heeft teruggetrokken.
De PGA Tour heeft in 1980 haar eigen Byron Nelson Award ingesteld voor de speler met de laagste gemiddelde (bijgestelde) score over een minimum van 50 rondes. 
Matchplay toernooien gelden mee voor de telling van de rondes maar niet voor de telling van de score.

## Winnaars 1937-1941
| Jaar | Winnaar      | Punten |
| ---- | ------------ | ------ |
| 1937 | Harry Cooper | 500    |
| 1938 | Sam Snead    | 520    |
| 1939 | Byron Nelson | 473    |
| 1940 | Ben Hogan    | 423    |
| 1941 | Ben Hogan    | 494    |

## Winnaar 1947-1979
| Jaar | Winnaar         | Gemiddelde score |
| ---- | --------------- | ---------------- |
| 1947 | Jimmy Demaret   | 69.90            |
| 1948 | Ben Hogan       | 69.30            |
| 1949 | Sam Snead       | 69.37            |
| 1950 | Sam Snead       | 69.23            |
| 1951 | Lloyd Mangrum   | 70.05            |
| 1952 | Jack Burke jr.  | 70.54            |
| 1953 | Lloyd Mangrum   | 70.22            |
| 1954 | E. J. Harrison  | 70.41            |
| 1955 | Sam Snead       | 69.86            |
| 1956 | Cary Middlecoff | 70.35            |
| 1957 | Dow Finsterwald | 70.30            |
| 1958 | Bob Rosburg     | 70.11            |
| 1959 | Art Wall        | 70.35            |
| 1960 | Billy Casper    | 69.95            |
| 1961 | Arnold Palmer   | 69.85            |
| 1962 | Arnold Palmer   | 70.27            |

| 1963 | Billy Casper   | 70.58 |
| 1964 | Arnold Palmer  | 70.01 |
| 1965 | Billy Casper   | 70.85 |
| 1966 | Billy Casper   | 70.27 |
| 1967 | Arnold Palmer  | 70.18 |
| 1968 | Billy Casper   | 69.82 |
| 1969 | Dave Hill      | 70.34 |
| 1970 | Lee Trevino    | 70.64 |
| 1971 | Lee Trevino    | 70.27 |
| 1972 | Lee Trevino    | 70.89 |
| 1973 | Bruce Crampton | 70.57 |
| 1974 | Lee Trevino    | 70.53 |
| 1975 | Bruce Crampton | 70.57 |
| 1976 | Don January    | 70.56 |
| 1977 | Tom Watson     | 70.32 |
| 1978 | Tom Watson     | 70.16 |
| 1979 | Tom Watson     | 70.27 |

## Winnaars 1980-heden
| Jaar | Winnaar         | Gemiddelde score (min. 60 rondes) | Byron Nelson Award | Gemiddelde score (min. 50 rondes) |
| ---- | --------------- | --------------------------------- | ------------------ | --------------------------------- |
| 1980 | Lee Trevino     | 69.73                             | Lee Trevino        | 69.73                             |
| 1981 | Tom Kite        | 69.80                             | Tom Kite           | 69.80                             |
| 1982 | Tom Kite        | 70.21                             | Tom Kite           | 70.21                             |
| 1983 | Raymond Floyd   | 70.61                             | Raymond Floyd      | 70.61                             |
| 1984 | Calvin Peete    | 70.56                             | Calvin Peete       | 70.56                             |
| 1985 | Don Pooley      | 70.36                             | Don Pooley         | 70.36                             |
| 1986 | Scott Hoch      | 70.08                             | Scott Hoch         | 70.08                             |
| Jaar | Winnaar         | Aangepaste score (min. 60 rondes) | Byron Nelson Award | Aangepaste score (min. 50 rondes) |
| 1987 | Dan Pohl        | 70.25                             | David Frost        | 70.09                             |
| 1988 | Chip Beck       | 69.46                             | Greg Norman        | 69.38                             |
| 1989 | Greg Norman     | 69.49                             | Payne Stewart      | 69.485                            |
| 1990 | Greg Norman     | 69.10                             | Greg Norman        | 69.10                             |
| 1991 | Fred Couples    | 69.59                             | Fred Couples       | 69.38                             |
| 1992 | Fred Couples    | 69.38                             | Fred Couples       | 69.38                             |
| 1993 | Nick Price      | 69.11                             | Greg Norman        | 68.90                             |
| 1994 | Greg Norman     | 68.81                             | Greg Norman        | 68.81                             |
| 1995 | Steve Elkington | 69.92                             | Greg Norman        | 69.06                             |
| 1996 | Tom Lehman      | 69.32                             | Tom Lehman         | 69.32                             |
| 1997 | Nick Price      | 68.98                             | Nick Price         | 68.98                             |
| 1998 | David Duval     | 69.13                             | David Duval        | 69.13                             |
| 1999 | Tiger Woods     | 68.43                             | Tiger Woods        | 68.43                             |
| 2000 | Tiger Woods     | 67.79                             | Tiger Woods        | 67.79                             |
| 2001 | Tiger Woods     | 68.81                             | Tiger Woods        | 68.81                             |
| 2002 | Tiger Woods     | 68.56                             | Tiger Woods        | 68.56                             |
| 2003 | Tiger Woods     | 68.41                             | Tiger Woods        | 68.41                             |
| 2004 | Vijay Singh     | 68.84                             | Vijay Singh        | 68.84                             |
| 2005 | Tiger Woods     | 68.66                             | Tiger Woods        | 68.66                             |
| 2006 | Jim Furyk       | 68.86                             | Tiger Woods        | 68.11                             |
| 2007 | Tiger Woods     | 67.79                             | Tiger Woods        | 67.79                             |
| 2008 | Sergio García   | 69.12                             | Sergio Garcia      | 69.12                             |
| 2009 | Tiger Woods     | 68.05                             | Tiger Woods        | 68.05                             |
| 2010 | Matt Kuchar     | 69.61                             | Matt Kuchar        | 69.61                             |
| 2011 | Luke Donald     | 68.86                             | Luke Donald        | 68.86                             |
| 2012 | Rory McIlroy    | 68.87                             | Rory McIlroy       | 68.87                             |
| 2013 | Tiger Woods     | 68.98                             | Steve Stricker     | 68.95                             |
| 2014 | Rory McIlroy    | 68.83                             | Rory McIlroy       | 68.83                             |
| 2015 | } Jordan Spieth | 68.91                             | Jordan Spieth      | 68.91                             |
| 2016 | Dustin Johnson  | 69.17                             | Dustin Johnson     | 69.17                             |
| 2017 | Jordan Spieth   | 68.85                             | Jordan Spieth      | 68.85                             |
| 2018 | Dustin Johnson  | 68.70                             | Dustin Johnson     | 68.70                             |
| 2019 | Rory McIlroy    | 69.06                             | Rory McIlroy       | 69.06                             |
| 2020 | Webb Simpson    | 68.98                             | Webb Simpson       | 68.98                             |
| 2021 | Jon Rahm        | 69.30                             | Jon Rahm           | 69.30                             |